# أستاريموس
أستاريموس (ويُسمى أيضًا أسيريموس؛بالفينيقية: 𐤏𐤔𐤕𐤓𐤓𐤌 'štrrm،"عشتار عظيم") كان ملكًا لصور وهو الثالث من بين أربعة إخوة تولوا الحكم. المعلومات الوحيدة المتوفرة عنه تأتي من اقتباس يوسيفوس للمؤلف الفينيقي ميناندر الأفسسي في كتابه ضد أبيون i.18. المقطع الكامل عن الإخوة الأربعة هو كما يلي، كما ورد في ترجمة ويستون:
الآن تآمر عليه أربعة من أبناء ممرضة (عبدستارتوس) وقتلوه، وملك أكبرهم اثنتي عشرة سنة؛ وبعدهم جاء عشتارتس بن دلستارتوس. عاش أربعا وخمسين سنة، وملك اثنتي عشرة سنة. ومن بعده جاء أخوه آسيريموس. عاش أربعًا وخمسين سنة، وملك تسع سنوات: قتله أخوه فيليس، الذي أخذ المملكة وملك ثمانية أشهر، مع أنه عاش خمسين سنة: قتل على يد إيتوبالوس كاهن عشتروت.

## التاريخ
التواريخ المعطاة لأستاريموس (أسيريموس) هي حسب أعمال إف إم كروس وعلماء آخرين الذين اعتبروا عام 825 قبل الميلاد تاريخ هروب ديدو من أخيها بيجماليون، وبعد ذلك أسست مدينة قرطاجة عام 814 ق.م. انظر التبرير الزمني لهذه التواريخ في مقالة بجماليون الصوري .

في مقالة نورا ستون المذكورة للتو، تقدم فرانك مور كروس الملاحظة التالية:
لاحظ أننا نفترض وجود هابلوغرافيا في النص اليوسفي بين عشتارت، الأخ الأكبر للمغتصبين الأربعة، ودالاي عشتارت خليفته. في النص الفاسد الحالي، تم تسمية دالاي-عشتارت [ديلياستارتوس] باسم والد عشتارت: أستارتوس هو ديلياستارتون . نحن لا نتوقع لقب الأخ الثاني [أي هو ديلاياستارتون ]. لا يتم منح أي شيء للمغتصبين الآخرين أو مؤسسي السلالات الجديدة في قائمة الملوك بأكملها.
لذلك افترض كروس أن "ابن ديليستارتوس" في هذا المقطع ينطوي على تحريف تم فيه استيعاب اسم الثاني من الإخوة الأربعة. يشرح ويليام بارنز تحليل كروس:
كانت مساهمته الرئيسية هي الاقتراح الرائع الذي يشير إلى الاسم العائلي، ديلياسارتو من كوديكس لورنتيانوس . . يمثل في الواقع شكلاً تالفًا من اسم الأخ الثاني للمغتصبين الأربعة. . . في الواقع، يبدو من المعقول في رأيي اقتراح مثل هذا التحريف النصي (مع الاحتفاظ بجميع الأسماء الأصلية، وإن كان مع إعادة تفسيرها)، بدلاً من الاضطرار إلى شرح سبب الاسم والبيانات التاريخية للأكبر سناً (وربما الأكثر شهرة) لم يتم فقدان المغتصب، في حين أن اسم المغتصب الثاني والبيانات التاريخية واسم العائلة موجودان. :47
لذلك، أعطى كروس (وبارنز من بعده) التسلسل التالي لأبناء ممرضة عبداستارتوس الأربعة:
- عشتارتس (عشتارت) 920-901 ق.م
- ديليستارتوس (دالاي-عشتارت) 900-889 ق.م
- استاريموس (عشتار-روم، أسيرموس) 888-880 ق.م
- فيليس 879 ق

الأول من هؤلاء الإخوة الأربعة، كما قدم كروس وبارنز، لم يورد ذكرة بأي اسم في التفسيرات المعتادة للنصوص، وأسترتوس هو الثاني في السلسلة. أعاد كروس عشتارتوس باعتباره أول من حكم وأعاد بناء اسم الأخ الثاني مما كان يُفترض سابقًا أنه الاسم العائلي لعشتارتوس.
فيما يتعلق بالـ 20 عامًا المخصصة لعشتارتوس، يكتب بارنز، "إن إجمالي فترة الحكم المقترحة من كروس لـ 20 عامًا لعشتارتوس (المغتصب الأول)، على الرغم من أنها افتراضية بالضرورة، تظل ممكنة تمامًا نظرًا للدعم النصي القوي الكامن وراء إجمالي يوسيفوس البالغ 155 عامًا وثمانية أشهر. في الفترة من انضمام حيرام إلى تأسيس قرطاجة.

## أنظر أيضا
- بعل شليم الأول
- تابوت أشمونعازر الثاني
- أشمون عازر الثاني
- تابوت تابنيت
- اللغة الفينيقية
- فينيقيا
- صيدا
- تاريخ صور
- الإمبراطورية الأخمينية
- قائمة ملوك صور
- بجماليون صور